# Villa Buchenhof
Die Villa Buchenhof in der niedersächsischen Gemeinde Ritterhude, Ortsteil Platjenwerbe, Holthorster Weg 59, stammt aus den Anfängen des 20. Jahrhunderts. Aktuell (2025) wird sie als Wohnhaus genutzt.
Das Gebäude steht unter Denkmalschutz (siehe auch Liste der Baudenkmale in Ritterhude).

## Geschichte und Beschreibung
Heinrich Müller-Pearse (1873–1946) war ein reicher Bremer Baumwollkaufmann und Mitinhaber der Firma Albrecht, Müller Pearse (Baumwoll Im- und Export). Er kaufte direkt an der Grenze zu Bremen an einem Waldgebiet der Bremer Schweiz ein großes parkähnlichen Gartengrundstück.
Das zweigeschossige traufständige fünfachsige verputzte und sehr differenzierte Gebäude mit ziegelgedecktem Walm- und Mansarddach mit Fledermausgauben, mit einem östlichen obergeschossigen Risalit mit dem markanten Giebel wurde 1906 nach Plänen von Paul Frölich (Bremen) für Müller-Pearse als Villa Buchenhof gebaut. Die gleichmäßige Fassadengestaltung mit vielen fein versprossten Fenstern und Türen, sowie dem halbrunden eingeschossigen nordöstlichen Erker von vor 1918 und einem westlichen Balkon über dem Eingang, prägen die repräsentative Villa. Teile der originalen Innenausstattung (kleinere oder größere Gemälde innerhalb von Stuckarbeiten, offene Kamine, Bleiglasfenster, Schnitzereien an den Treppenaufgängen, Stuckornamente, alte Kacheln, mehrfarbiges Parkett) sind erhalten.
Nach 1946 wohnten hier u. a. ein Mediziner, Kaufleute und ein Professor (Karl Heinrich Greune). 2000 wurde die Villa mit dem Hausmeierhaus versteigert. Seit 2022 hat die Villa einen neuen Eigentümer.
Das Landesdenkmalamt befand u. a.: „… Typ eines großbürgerlichen Wohnhauses in ländlicher Umgebung als zeittypischer Ausdruck des Konfliktes zwischen Urbanisierung und Natursehnsucht …“
Das Hofmeierhaus Sankt-Magnus-Straße 70 entstand 1921 südlich auf dem großen Parkgelände der Villa, mit den Garagen u. a. einem Maybach W3 und Kutschenremisen sowie der Wohnung für den „Hausmeier“ als Hausmeister, Chauffeur und Kutscher.